# Регеж-Горохов, Василий Михайлович
Васи́лий Миха́йлович Реге́ж-Горо́хов (27 августа 1937, Верхний Регеж, Куженерский район, Марийская АССР, СССР — 9 марта 2022, Йошкар-Ола, Марий Эл, Россия) — марийский советский и российский актёр театра, актёр озвучивания, поэт, драматург, переводчик, публицист, член Союза писателей СССР с 1975 года. Единственный в истории марийской литературы писатель, выпустивший при жизни собрание своих сочинений. Актёр труппы, заведующий литературно-драматической частью Марийского национального театра драмы им. М. Шкетана (1965—2002). Заслуженный артист РСФСР (1988), заслуженный артист Марийской АССР (1977). Народный артист Марийской АССР (1980), лауреат Государственной премии Марийской АССР (1978). Народный писатель Республики Марий Эл (2007).

## Биография
Родился в крестьянской семье, рано стал сиротой. В 1957 году окончил Ивансолинскую среднюю школу. Затем поступил на отделение марийской филологии историко-филологического факультета МГПИ им. Н. К. Крупской, обучался 3 года. В 1960—1965 гг. учился на актёрском отделении московского ГИТИСа имени А. В. Луначарского (курс Н. Ф. Чефрановой и П. В. Лесли).
В 1965—2002 годах работал в Марийском национальном театре драмы им. М. Шкетана: актёр труппы, заведующий литературно-драматической частью.
С 2002 года — на пенсии.
Ушёл из жизни 9 марта 2022 года в Йошкар-Оле.

## Литературная деятельность
Заниматься литературной деятельностью начал с 1958 года, в том числе под влиянием родного брата, поэта А. Горохова. Будучи студентом, активно участвовал в деятельности литературного объединения и драмкружка МГПИ.
В 1963 году выпустил первый сборник стихов для детей «Чодыраште» («В лесу»). Лирический поэт, поэт-новатор, автор сборника рубаятов «Поэтъял» («Дом поэзии»).
Более известен как драматург. В 1970 году в театре им. М. Шкетана поставил первый спектакль по пьесе «Канде кайык» («Синяя птица»). Автор-постановщик спектаклей «Кугезе муро» («Песня предков»), «Сулык» («Грех»), «Шӧртньӧ сӱан» («Золотая свадьба») и др. В 1975 году был принят в Союз писателей СССР.
В роли поэта-песенника участвовал в музыкальном оформлении более 15 спектаклей. Около 300 песен создали на его стихи композиторы. Актёр озвучивания, озвучил на марийский язык свыше 100 кинофильмов.
Занимался переводческой деятельностью, перевёл на родной язык более 20 пьес из русской и зарубежной классики («Сын солдата» А. Мирзагитова, «Дом Бернарды Альбы» Ф.-Г. Лорки, «Убей меня, голубчик» А. Несина, «Проделки Скапена» Мольера и др.). Известен как переводчик романа А. Пушкина «Евгений Онегин», книг Ш. Петёфи, Р. Бёрнса, произведений К. Чуковского. Его стихи переводились на русский, венгерский, украинский, чувашский и другие языки.
Автор более 20 книг поэзии, прозы, драматургии и литературной публицистики. Важной вехой в творчестве поэта стали поэтические сборники «Братья» и «Занавес открыт», изданные на русском языке в переводе Я. Козловского. Его стихи публиковались в центральных газетах «Правда», «Литературная газета», «Советская культура», «Театральная жизнь», в журнале «Аврора».
В 2007—2012 годах в Йошкар-Оле вышли в свет 5 томов полного собрания сочинений В. Регеж-Горохова, содержавших произведения поэзии, прозы, драматургии, публицистики и переводы.
Интересно, что многие легенды и предания, стихи и песни, повести «Филипп-И», «Лум умбал пеледыш» («Цветок на снегу»), пьеса «Кугезе муро» («Песня предков») написаны В. Регеж-Гороховым на фольклорном материале родной деревни Верхний Регеж.

## Звания и награды
- Заслуженный артист Марийской АССР (1977)[8]
- Народный артист Марийской АССР (1980)[8]
- Заслуженный артист РСФСР (29.11.1988)
- Народный писатель Республики Марий Эл (2007)[8]
- Государственная премия Марийской АССР (1978) — за исполнение роли солдата Великой Отечественной войны Стапана Микале в драме М. Рыбакова «Морко сем» («Моркинские напевы», 1975)[4]
- Почётная грамота Президиума Верховного Совета Марийской АССР (1969, 1987)[8]
- Национальная театральная премия имени Йывана Кырли (2000) — за исполнение роли купца Дороднова в комедии А. Островского «Вараш кодшо йӧратымаш» («Поздняя любовь», 2000)[4]

## Основные произведения
Основные произведения писателя на марийском языке и в переводе на русский язык:

### На марийском языке
- Чодыраште: почеламут-влак [В лесу: стихи]. — Йошкар-Ола, 1963. — 32 с.
- Мыйын пиалем: лирика [Моё счастье]. — Йошкар-Ола, 1968. — 36 с.
- Поэтъял: ныл корнан почеламут-влак [Дом поэзии: четверостишия]. — Йошкар-Ола, 1974. — 144 с.
- Чаҥ: почеламут-влак [Колокол: стихи]. — Йошкар-Ола, 1978. — 112 с.
- Тат: почеламут-влак [Мгновения: стихи]. — Йошкар-Ола, 1987. — 240 с.
- Тау: почеламут-влак, поэма [Спасибо: стихи]. — Йошкар-Ола, 1991. — 416 с.
- Канде кайык: пьеса-влак [Голубая птица: пьесы]. — Йошкар-Ола, 1992. — 248 с.
- Лум ӱмбал пеледыш: повесть ден пьесе-влак [Цветы на снегу: повесть, пьесы]. — Йошкар-Ола, 1996. — 328 с.
- Вож: илыш нерген шонкалымаш [Корни: раздумья о жизни]. — Йошкар-Ола, 2001.
- Сад: почеламут, йомак, легенде [Сад: стихи и сказки]. — Йошкар-Ола, 2004. — 200 с.
- Чумыр савыктыш вич том дене лектеш. — Йошкар-Ола, 2007. 1-ше т.: поэзий (1968—1987). 376 с.; 2-шо т.: поэзий (1991—2007). 408 с.; 3-шо т.: драматургий (2008). 480 с.
- Чын: кечыеда, шарнымаш, аклымой, мурын шочмыжо, йомак, порын шыргыжалмаш. — Йошкар-Ола, 2014. — 224 с.

### На русском языке
- Зоосад: стихи / пер. Л. Урушевой. — Йошкар-Ола, 1980. — 12 с.
- Братья: стихи / пер. Я. Козловского. — Йошкар-Ола, 1983. — 104 с.
- Занавес открыт: книга лирики / пер. Я. Козловского. — М., 1987. — 128 с.
- У каждого есть звёздочка одна…; Я часто видел братские могилы…; Слово о матери: стихи / пер. В. Панова // Братство песенных сердец. — Йошкар-Ола, 1990. — С. 60—61.

## Переводные произведения
Список переводных произведений В. Регеж-Горохова:
- Пушкин А. С. Евгений Онегин: роман. 2000. 164 с.
- Петёфи Ш. Тул [Пламя: стихи]. 2003. 160 с.
- Бёрнс Р. Чон [Душа: стихи]. 2004. 128 с.
- Чуковский К. Рожлиймешмуш [Мойдодыр: стихи ]. 2004. 16 с.
- Чуковский К. Айкоршта [Айболит: стихи]. 2007. 16 с.
- Чуковский К. Карме-Вызвызкарме [Муха-цокотуха: стихи]. 2007. 16 с.
- Чуковский К. Кугутаракан [Тараканище: стихи]. 2007. 16 с.

## Театральные постановки
Театральные постановки В. Регеж-Горохова:
- Канде кайык [Синяя птица: драма]. (Мар. театр) 1971.
- Кугезе муро [Песня предков: муз. драма]. (Мар. театр) 1979.
- Шукшан чевер олма [Червивое красивое яблоко]. (Мар. театр) 1980.
- Сулык [Грех: драма]. (Мар. театр) 1984.
- Почан шӱдыр [Хвост кометы: комедия]. (Мар. театр) 1989.
- Шӧртньӧ сӱан [Золотая свадьба: муз. драма]. (Мар. театр) 1992.